# Élevage sélectif des animaux
L’élevage sélectif des animaux ou sélection des animaux domestiques est une conduite de reproduction utilisée en élevage pour l'amélioration des performances zootechniques des animaux d'élevage. La sélection des animaux domestiques est fondée d'une part sur l'application de bases biologiques (reproduction, génétique) d'autre part sur une organisation particulière de l'élevage, à l'échelon d'un troupeau, d'une race, d'une entreprise, voire d'une organisation nationale.
Son but est d'améliorer des résultats d'un collectif animal : cheptel d'un élevage, race ou lignée, et pas seulement l'obtention du résultat exceptionnel d'un individu. La sélection est menée depuis les débuts de la domestication dont elle est aussi un fondement. Elle sert des objectifs variés au travers des caractères sélectionnés. Les pratiques de sélection peuvent être soit empiriques et s'appuyer éventuellement sur des représentations culturelles soit résulter de la mise en œuvre d'une démarche rigoureuse. Selon la nature des moyens mis en œuvre on parlera de sélection traditionnelle ou de sélection moderne.

## Les méthodes de reproduction mises en œuvre en sélection animale

### Sélection massale
La sélection massale ne consiste pas à sélectionner les animaux en fonction de leur masse, mais à choisir des reproducteurs parmi un ensemble d'animaux en fonction de leurs propres performances sur un ou plusieurs caractères choisis.
Ce sera par exemple le fait de multiplier par essaimage artificiel les colonies d'abeilles ayant la plus forte production de miel, de choisir comme reproductrices des poules ayant la ponte la plus précoce, la plus durable ou les œufs les plus gros.
Ses limites découlent de la notion d'héritabilité qui mesure et indique à quel point l'avantage d'un individu sur un caractère par rapport à la moyenne de ses congénères sera transmis à sa progéniture.
La sélection massale est simple à mettre en œuvre, et permet une bonne intensité de sélection. Cependant elle n'est pas applicable à tous les cas de figure : si le caractère ne peut pas être mesuré comme la production laitière pour un taureau, ou la qualité de la viande pour un animal vivant. L'héritabilité étant inférieure à 100 % et parfois assez faible, d'autres méthodes de sélection peuvent s'avérer meilleures.

### Sélection sur ascendance
Elle consiste à choisir les reproducteurs, ou les individus sur lesquelles portera un second tour de sélection, en fonction de la performance de leurs ascendants : un taureau sera évalué par exemple sur les performances laitières de sa mère, ainsi que celles de ses sœurs, qui révèlent la valeur de son père pour le caractère recherché, mais aussi sur le portage ou non d'un caractère à maîtriser ou supprimer.
Cet aspect est extrêmement important, car une lignée à haute valeur génétique sur un caractère peut perdre son intérêt à cause d'autres caractères indésirables.
Elle implique une connaissance fiable des ascendants des animaux. L'estimation de la valeur génétique des animaux par ce biais fait appel à des formules qui tiennent compte de la proximité des ascendants. On remarque que l'influence d'ascendants éloignés de quelques générations devient vite très faible.

### Sélection sur descendance
La descendance du reproducteur est testée sur une ou plusieurs générations. On peut évaluer la capacité de transmission d'un caractère.
Le temps nécessaire à cette évaluation peut prendre plusieurs années : les génisses issues d'un taureau ne commencent à montrer leur capacité de laitières qu'après trois ans. Pour remédier à cela, la semence du mâle est congelée. Un mâle aux qualités reconnues, peut ainsi se reproduire bien après sa mort.

## De la sélection à la production
Si, dans les systèmes traditionnels, la sélection et la production d'animaux peuvent être confondus, l'organisation moderne implique une séparation entre ces deux rôles. On y ajoute même en général un étage intermédiaire qui est la multiplication. Celle-ci consiste à se fournir en animaux sélectionnés, en nombre limité, et éventuellement irrégulier, pour ensuite fournir les éleveurs de production en reproducteur de bonne qualité en fonction de leur demande.
L'avantage est de permettre à l'élevage sélectif de s'affranchir des contraintes de production et même de fourniture régulière de reproducteurs, ces fonctions pouvant être contradictoires avec ses objectifs. L'inconvénient est que la population efficace d'une race, celle dont les gènes seront transmis est très réduite, malgré les effectifs totaux qui peuvent être importants. On a donc un risque d'une réduction du patrimoine génétique.

## Croisement d'amélioration
Celui-ci consiste à opérer des croisements entre une race dite améliorante et une race que l'on cherche à améliorer. On peut ainsi obtenir ce progrès plus rapidement qu'avec une simple sélection au sein de la race. La race améliorante doit alors présenter un réel avantage pour les caractères recherchés et ne pas avoir de défauts importants.
Le croisement est réalisé en général sur une seule génération, et pas forcément sur l'ensemble de la population reproductrice de la race. Il ne s'agit pas en effet d'abandonner l'ensemble des caractères de celle-ci.
Comprise ainsi, cette stratégie se distingue donc du croisement de production, où les produits ne sont pas retenus comme reproducteurs, mais aussi du croisement d'absorption qui consiste à répéter le croisement sur plusieurs générations.
Une race qui est l'objet d'un croisement d'amélioration est modifiée mais perdure. Le croisement d'amélioration peut cependant être confondu avec le croisement d'absorption et causer la disparition de races régionales peu spécialisées.

## Croisement d'absorption
Celui-ci consiste à partir d'une race ou population animale existante et disponible, à faire appel sur plusieurs générations à des reproducteurs mâles d'une autre race, vers laquelle on veut faire évoluer la première. Le pourcentage de sang, ou du génotype théorique et moyen issu de la race absorbante se calcule alors facilement en fonction du nombre de génération, et sera la suite : 50 % ; 75 % ; 87,5 % (produits de troisième génération) ; 93,75 %, 96,88 ; 98,44 ; 99,22 (produits de 7e génération)
Le nombre de générations exigées pour considérer que les produits appartiennent à la race absorbante varie selon les choix et conceptions des organisations d'élevage entre trois générations et l'exclusion de cette possibilité quel que soit le nombre de générations.
Ce schéma d'élevage est utilisé pour remplacer une race par une autre jugée plus intéressante, dans des conditions économiques et de mise en œuvre plus faciles que le remplacement direct des animaux. Il permet dans d'autres cas de diffuser rapidement les caractères d'un faible nombre de reproducteurs. Il a également été utilisé dans le cas du baudet du Poitou pour reconstituer plus rapidement les effectifs de cette race menacée, à partir d'ânesses de race aux caractéristiques relativement proches.

## Croisement de production
Celui-ci consiste à choisir des reproducteurs dont les produits sont destinés à la consommation ou l'utilisation, mais qui ne seront a priori pas conservés eux-mêmes comme reproducteurs.
Le croisement de plusieurs races d'une espèce, voire d'espèces différentes a souvent un intérêt pour la production. Les animaux produits présentent ont en général un avantage appelé vigueur hybride ou hétérosis, c’est-à-dire des performances sensiblement meilleures que celles de la moyenne de leurs géniteurs sur de nombreux caractères. Dans la mesure où les lignées ou races parentales sont homogènes, leurs produits le sont également. Enfin, cette pratique permet de combiner économie d'élevage, adaptation à un milieu d'élevage et bonnes croissance ou performances générales des produits ; cela lorsqu’on fait produire des mères de race rustiques (moutons, poneys) en croisement avec des races "améliorées", ou du seul fait que la lignée maternelle est de plus petite taille ou moins corpulente que la lignée paternelle : le poids et la croissance des produits seront donc supérieurs à celle des jeunes de la lignée maternelle de race pure.
Les croisements faisant intervenir plusieurs espèces sont le mulet, produit de la jument et de l'âne, le canard mulard, produit du canard de barbarie et du canard domestique, ainsi que le croisement chameau de Bactriane et dromadaire.
La poule et le porc font l'objet de programmes de croisement fondés sur ce principe, qui peuvent faire intervenir 3 ou 4 lignées différentes, c'est-à-dire les lignées au niveau des grands-parents des produits finaux, afin d'obtenir cet effet et cette économie non seulement au niveau de ceux-ci, mais aussi des femelles reproductrices.
De telles pratiques impliquent bien sûr de distinguer clairement les lignées parentes, (sur lesquelles portent éventuellement les efforts d'amélioration par sélection), et les produits de ces croisements.
Historiquement, la distinction n'était pas nette entre le croisement de production et le croisement d'amélioration, voire d'absorption. Dans le cas de races rustiques, on pratiquait le croisement avec des races améliorées, qui apportait les avantages cités. C'est cependant une forme de sélection naturelle ou la résistance des éleveurs face à des institutions convaincues de l'intérêt des races améliorées qui avaient pour effet la conservation d'une race locale originelle, et la poursuite d'un croisement de production de fait tandis que le projet était de transformer cette race locale ou de lui substituer une nouvelle.
Actuellement, les pays et organisations qui souhaitent conserver leur réservoir génétique conservent une population en race pure. Les individus issus de cet élevage sont ensuite croisés avec des races plus performantes pour conjuguer la productivité et les capacités d'adaptations à un environnement difficile.
Les croisements de production sont d'un usage risqué si le maintien des races ou lignées parentes est mal assuré, et que les produits de ces croisements peuvent à terme se substituer à eux. Il est intéressant s'il est simple et peu coûteux de se reprocurer des sujets des lignées utilisées et est particulièrement employé pour les volailles et les porcs. La valeur moyenne des femelles est importante dans la valeur d'un outil de production. Ensuite, la combinaison de femelles performantes et/ou bien adaptées à un système d'élevage et à un milieu (montagneux, aride, froid…) et l'apport de reproducteurs mâles de lignées « industrielles » fait l'intérêt du croisement de production.
Un exemple éclairant : la capacité laitière d'une femelle dépend de l'harmonie, au regard de ces caractères, des patrimoines génétiques du mâle et de la femelle, car elle dépend du taux hormonal produit par le placenta (émanation de l’œuf) pendant la gestation. S'il peut paraitre un succès d'obtenir des nouveau-nés de belle conformation, il est très important aussi que la mère puisse leur apporter la quantité de lait souhaitable à leur croissance optimale.